# Fátima Soares
María de Fátima Soares Valente es una política venezolana, diputada suplente de la Asamblea Nacional por el Distrito Capital.

## Carrera
Soares es electa como diputada suplente por la Asamblea Nacional por el Distrito Capital para el periodo 2016-2021 en las elecciones parlamentarias de 2015. Es la suplente de la diputada Marialbert Barrios y ha formado parte de la Comisión Permanente de Cultura y Recreación.